# Pura anarquía
Pura anarquía es el nombre de la edición española de la recopilación de relatos de Woody Allen, publicados en Estados Unidos con el nombre "Mere Anarchy". 

## Perfiles
Es un libro compuesto por 18 cuentos cómicos escritos por Woody Allen. Los cuentos "Peligro, caída de  magnates", "El rechazo", "Cantad, Sacher Tortes", "El son lo sale para todos", "Atención genios: pagos sólo al contado", "Tirar demasiado de la cuerda", "Por encima de la ley, por debajo del somier", "Así comió Zaratustra", "Sorpresa en el juicio de la Disney" y "La Ley de Pinchuck" aparecieron en The New Yorker.